# Krisna colorata
Krisna colorata är en insektsart som beskrevs av Baker 1919. Krisna colorata ingår i släktet Krisna och familjen dvärgstritar. Inga underarter finns listade i Catalogue of Life.